# بنیامین آبراهامیان
بنیامین لوونی آبراهامیان (ارمنی: Բենիամին Լևոնի Աբրահամյան؛ انگلیسی: Beniamin Levoni Abrahamian زادهٔ ۱۶ فوریهٔ ۱۹۱۳ - درگذشته ۴ مارس ۲۰۰۷) دانشمند متخصص در زمینه مکانیک کاربردی، ریاضی‌دان و استاد اهل ارمنستان بود.

## زندگی‌نامه
وی در ۱۶ فوریهٔ ۱۹۱۳ در اردهان به دنیا آمد و در سال ۱۹۴۰ از دانشگاه دولتی مسکو فارغ‌التحصیل گشت. وی عضو فرهنگستان ملی علوم ارمنستان بود. وی در دانشگاه دولتی ایروان فعالیت می‌کرد. وی در۴ مارس ۲۰۰۷ در سن ۹۴ سالگی درگذشت.

## یادداشت
1. ↑  ֆիզիկամաթեմատիկական գիտությունների դոկտոր